# Днепро-донецкая культура
Дне́про-доне́цкая культу́рная о́бщность, также дне́про-доне́цкая культу́ра — восточноевропейская субнеолитическая археологическая культура V—III тыс. до н. э., переходная к земледелию. Название предложено В. Н. Даниленко в 1956 году и позже принято Д. Я. Телегиным и другими археологами.
Днепро-донецкая культурная общность формировалась в ходе неолитизации местных лесостепных культур под влиянием ранненеолитических степных культур: буго-днестровской, сурской, азово-днепровской, нижнедонской. Первоначальный ареал культуры находился на территории украинского и белорусского Полесья, откуда её носители продвигались на север (район Могилёва) и на юго-восток — до Дона и Азовского моря.

## Экономика и образ жизни
Основное занятие носителей культуры — охота и рыболовство. Хотя на стоянках встречаются кости собак, свиней и крупного рогатого скота, кости диких животных преобладают. В Полесье велась охота на птиц и болотных черепах. Также в Полесье в хозяйстве местного неолитического населения прочно укоренилось скотоводство. Стада домашних животных состояли из крупного рогатого скота, лошадей, овец или коз, свиней. Соотношение костных остатков диких и домашних видов составляет 78 % к 22 %.
Поселения состояли из землянок. Погребения в виде ингумации, чаще не в индивидуальных, а в братских могилах, которые использовались многократно. Останки посыпали охрой.
Днепро-донецкая керамика сходна с посудой западных субнеолитических культур: Эртебёлле, Свифтербантской и культур французского субнеолита — и отличается от кухонной утвари культуры линейно-ленточной керамики, распространившейся в ту эпоху по центральной Европе с Балканским неолитом.

## Генетические связи
Сходна с соседними культурами, населявшими бассейны Днепра (Трипольская культура) и Волги, в частности, с Самарской культурой (в среднем Поволжье). Известный специалист в области первобытной археологии Восточной Европы Д. Я. Телегин считал, что источником культуры был мезолит юга Белоруссии, то есть достаточно вероятна связь с предшествующей Буго-Днестровской культурой. Культура занимала ареал от Вислы до Днепра, но сторонники курганной гипотезы, распространяя его и на родственные культуры, доводят до Волги и Урала и считают, что носители этого культурного комплекса говорили на праиндоевропейском языке. Днепро-донецкая культура была изначальным очагом для культуры ямочно-гребенчатой керамики, которая распространилась на север, двигаясь через Валдай на территорию Финляндии.
Днепро-донецкая культура эволюционировала в среднестоговскую культуру.

## Антропологический облик
Представители днепро-донецкой культуры были ярко выраженными кроманьонцами, что существенно отличало их от средиземноморского облика представителей балканского неолита, но сближало их с представителями мезолита Северной Европы (Эртебёлле).
Mathieson et al. (2018) проанализировали 32 человека из трёх энеолитических кладбищ в Дериевке, Вильнянке и Вовниге, которые Дэвид Энтони (2019) приписал днепро-донецкой культуре. Эти люди принадлежали исключительно к Y-ДНК гаплогруппам R и I (в основном R1b и I2) и почти исключительно к мтДНК гаплогруппе U (в основном U5, U4 и U2). Это говорит о том, что популяция днепровско-донецкой культуры происходит от восточноевропейских охотников-собирателей с примесью западноевропейских охотников-собирателей.